# Architettura della Mongolia

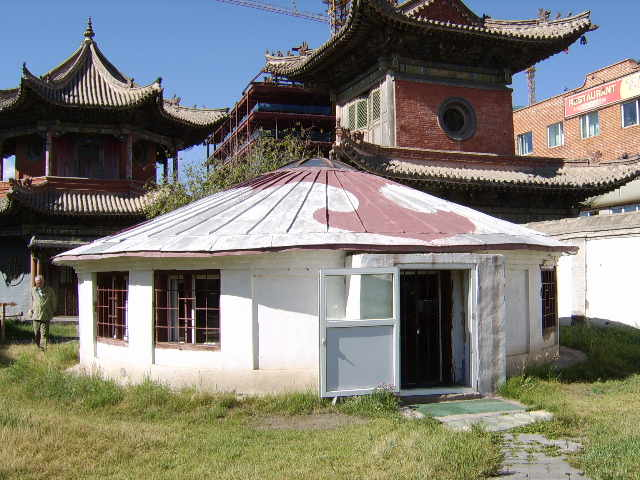
Tempio a forma di iurta, inizio del secolo ventesimo.

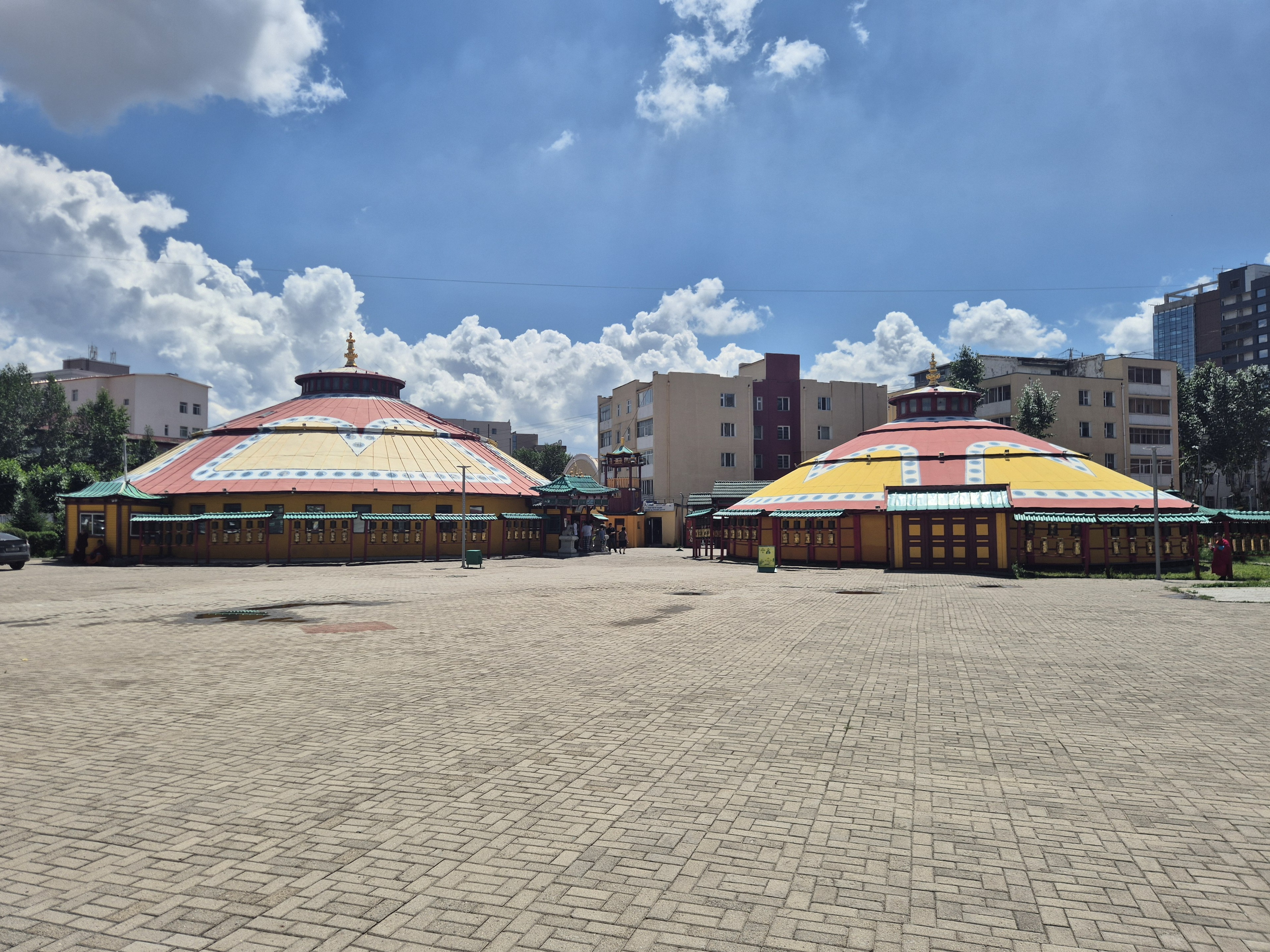
Tempio del monastero di Dashichoiling.

L'abitazione tipica della Mongolia è la iurta (gher). Secondo l'artista e critico dell'arte mongolo N. Chultem, le iurte hanno rappresentato il modello per lo sviluppo dell'architettura Mongola. Nel XVI e XVII secolo, nel paese sono stati costruiti vari monasteri e molti di questi avevano inizialmente l'aspetto di un tempio-iurta. Quando c'è stato bisogno di ospitare un numero sempre crescente di visitatori, gli architetti mongoli si sono serviti di strutture con 6 e 12 angoli e tetti di tipo piramidale che avvicinarono la loro forma a quella rotonda della iurta. I muri-pergolati, i pali dei tetti e gli strati di feltro sono stati sostituiti con pietre, mattoni, e panconi e le strutture sono diventate permanenti.

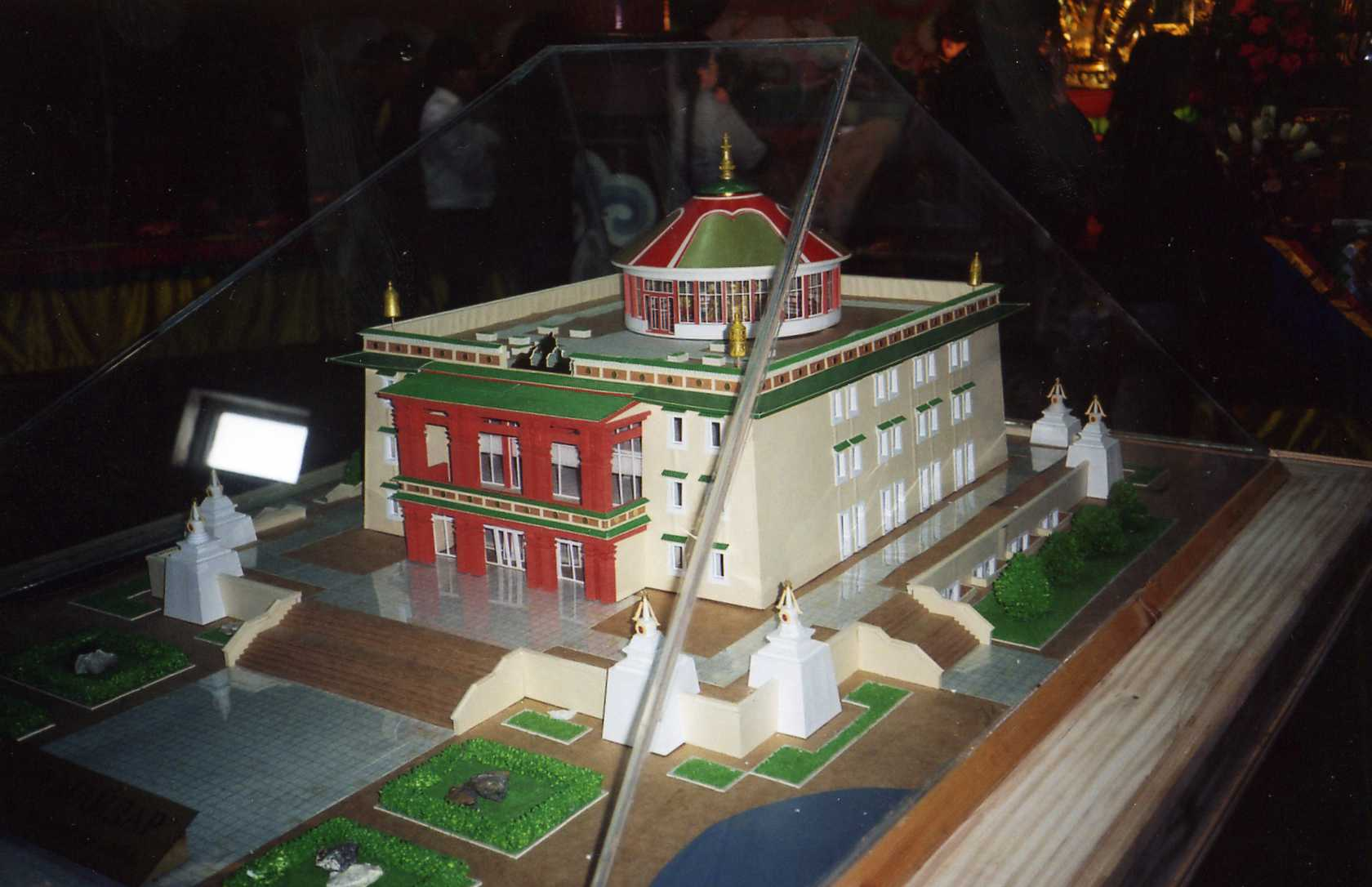
Modellino del tempio di Maitreya. La statua di Maitreya viene vista attraverso la finestra della iurta-cupola.

Chultem ha identificato tre stili nell'architettura mongola tradizionale: mongolo, tibetano e cinese, oltre alle combinazioni di questi tre stili principali in varie forme. Tra i primi templi di forma quadrata si ricorda il tempio Batu-Tsagaan (1654), progettato da Zanabazar. Un esempio dell'architettura in stile iurta è invece il convento Dashchoiling che si trova ad Ulan Bator.
Il tempio Laviran nel monastero di Erdene Zuu è costruito secondo la tradizione tibetana.
Un esempio dei templi edificati secondo la tradizione cinese è il monastero Choijing Lama Süm (1904),nella capitale, che attualmente è stato trasformato in un museo. Il tempio quadrato Tsogchin nel Monastero di Gandan ad Ulan Bator è una combinazione delle tradizioni mongola e cinese. Il tempio di Maitreya (demolito nel 1938) è un esempio dell'architettura tibetano-mongola. Il monastero Dashchoiling ha iniziato un progetto di ristrutturazione del proprio tempio e della statua di Maitreya, alta 80 piedi.
Si può cogliere anche un influsso dell'architettura indiana, soprattutto nelle decorazioni delle stupe Buddhiste.

## Architettura durante l'Impero Mongolo

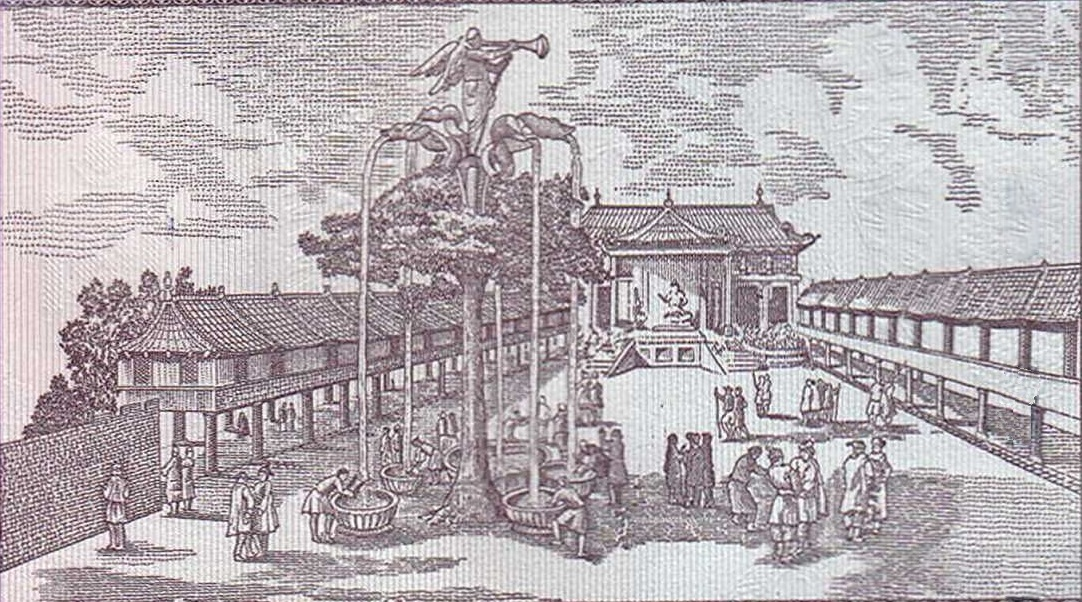
La fontana "Albero d'argento" davanti al palazzo Tumen Amugulang

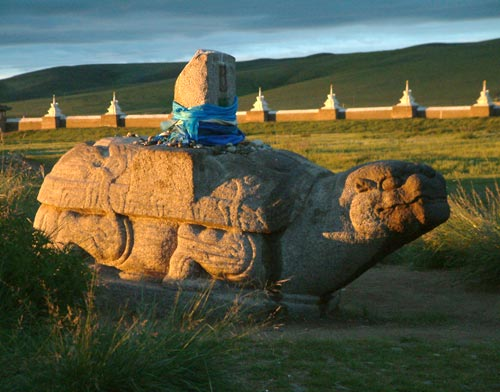
Tartaruga a Karakorum, le mura del monastero di Erdene zuu sullo sfondo

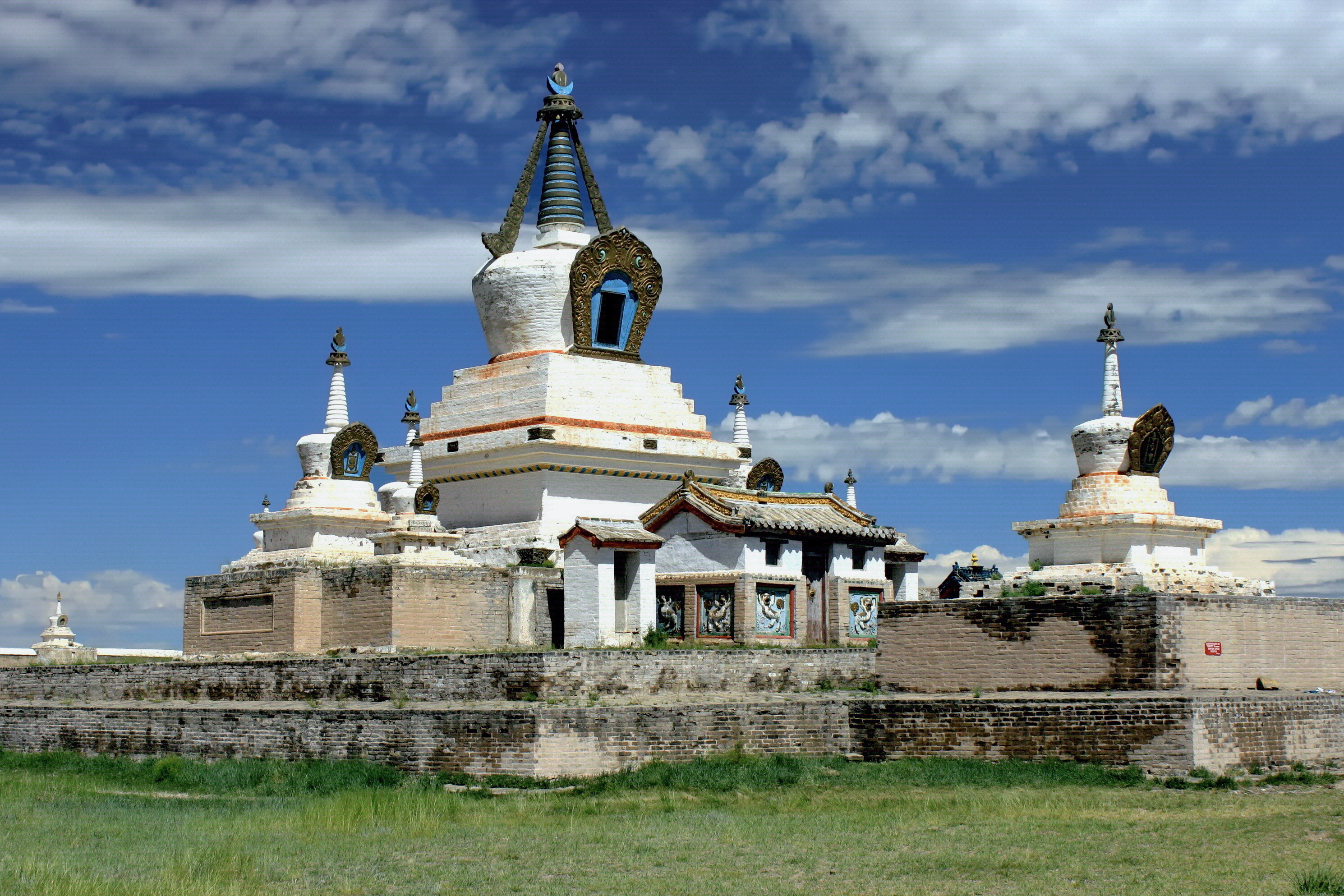
Lo "stupa d'oro"

Il sito di Karakorum, la capitale dell'Impero Mongolo, è stato scoperto ed esplorato dalla spedizione di S. V Kiselev. Karakorum è stata fondata nel bacino del fiume Orkhon da Chinggis Khan nel 1220 come un importante centro militare. Tuttavia, in 15 anni Karakorum è diventata il centro amministrativo e culturale dell'Impero.
Nel centro della città si situava il palazzo Tumen Amugulang del Gran Khan. Basandosi sui documenti di Guglielmo di Rubruck, la maggior parte degli esploratori credono che una fontana chiamata l'Albero d'argento si trovasse davanti al palazzo. Ma alcuni esploratori concludono che la fontana famosa fosse dentro al palazzo. Secondo Rubruck, c'erano 4 sculture di leoni in argento sotto l'albero e latte fermentato (airag) di giumenta, bevanda preferita dai mongoli, scorreva dalle loro bocche. Quattro serpenti aurei avvolgevano l'albero. Vino scorreva dalla bocca del primo serpente, airag dalla bocca del secondo serpente, idromele dal terzo, e birra di riso dal quarto. Un angelo che soffiava una tromba coronava l'albero. I rami, le foglie e i frutti dell'albero erano fatti tutti d'argento. La fontana era stata disegnata da uno scultore di Parigi fatto prigioniero, William. Il Khaan sedeva sul trono sul lato settentrionale del cortile davanti al palazzo. Gli uomini sedevano a destra del Khaan e le donne sedevano alla sua sinistra.
Gli scavi hanno provato in parte quella descrizione e in parte l'hanno completata. Le case erano scaldate da fumaioli messi sotto i pavimenti. Il palazzo del Khan è stato costruito su una piattaforma artefatta occupando un'area di 2475 metri quadrati.
Ögedei Khan aveva ordinato a ognuno dei suoi fratelli, figli ed altri principi di costruire un magnifico palazzo a Karakorum. La città ospitava dei templi buddisti, chiese cristiane e moschee islamiche. C'erano delle sculture di tartarughe presso ogni porta ai quattro lati delle mura della città. Gli steli sui dorsi delle tartarughe erano coronati da fari per eventuali viaggiatori provenienti dalla steppa. La costruzione di Karakorum è stata sovrintesa da Otchigin, il fratello più giovane di Gengis Khan.